# Elecciones generales de Bolivia de 1892
Las elecciones generales de Bolivia de 1892 se llevaron a cabo en todo el país el día domingo 13 de mayo de 1892, con el objetivo de elegir al futuro Presidente de Bolivia para el periodo constitucional 1892-1896. Alrededor 31 403 personas acudieron a las urnas para depositar su voto con el sistema electoral de voto calificado. Se presentaron 3 candidatos presidenciales, entre ellos Mariano Baptista Caserta representando al Partido Conservador, Eliodoro Camacho representando nuevamente al Partido Liberal y el expresidente Gregorio Pacheco Leyes representando al partido demócrata, pues cabe recordar que Pacheco había roto su acuerdo con el partido conservador
El candidato Mariano Baptista ganó estos comicios con más del 54 % de la votación total, logrando obtener el apoyo de 17 005 votos mientras que Camacho solamente obtuvo 10 607 votos (23 % de la votación) y finalmente Pacheco obtuvo 3755 votos (11 % de la votación). De esta manera se declaró a Baptista como presidente electo democráticamente, mediante la Ley del 10 de agosto, asumiendo la presidencia nueve días después, el 19 de agosto de 1892.